# Прянишников, Сергей Викторович
Серге́й Ви́кторович Пря́нишников (род. 15 ноября 1957, Ленинград) — российский предприниматель, режиссёр и продюсер порнографических фильмов, кандидат в губернаторы Санкт-Петербурга в 2003 году. Газета.ру называет его «пионером отечественной порнографии», «Фонтанка.ру» именует его как «первопроходца российского порнобизнеса», а Лента.ру — «порномагнат». NEWSru.com и Русская служба Би-би-си отмечают, что Прянишникова «иногда называют „российским Ларри Флинтом“».
В СМИ нередко именуется как «кандидат философских наук», хотя никаких официальных учёных степеней не имеет. В 2003 году, по данным информационных агентств «Фонтанка.ру» и «Руспрес», в Северо-Западном НИИ социологии и природоведения Прянишников представил диссертацию «Культурно-историческое и социально-правовое поля эротики и порнографии (общее и особенное)», основными положениями которой являлось: «эротика и порнография ничем друг от друга по сути не отличаются; различия между ними вводятся властью насильственно и как придётся; сейчас эти якобы различия законно не определены, поэтому от Госдумы требуется срочное принятие актов (законодательных), регламентирующих существование сексуальной продукции». Об итогах вероятной защиты нет никаких сведений.
Сергей Прянишников известен тем, что ему удалось снять сексуальные сцены для порнофильма «Белые ночи» прямо у Медного всадника на глазах сотен людей (по данным Руспрес рядом находящиеся милиционеры не вмешивались, поскольку были подкуплены Прянишниковым, а BBC Russian замечает, что он об этом сам рассказал журналистам), а также на фоне таких памятников истории и культуры, как Спас на крови, Аничков мост, Никольский собор, Дворцовая набережная, атланты Эрмитажа, крейсер «Аврора», Смольный собор, Исаакиевская площадь, Петропавловская крепость, Летний сад, Ростральные колонны на Стрелке Васильевского острова Также известен своими судебными тяжбами с Министерством культуры России, Федеральной налоговой службой и со своими конкурентами по порнобизнесу.
Против Прянишникова неоднократно выдвигались обвинения в совершении различных уголовных преступлений, но ни одно не вступило в законную силу.
Соавтор Н. А. Филатова по книге «Голый король, или Агенты сексуальной безопасности: невыдуманная история одного порномагната».

## Биография
Родился 15 ноября 1957 года в Ленинграде. В 1975 году окончил специализированную физико-математическую школу № 38. В 1981 году окончил факультет точной механики и вычислительной техники ЛИТМО по специальности «Электронные вычислительные машины», получив диплом инженера ЭВМ. Работал в ВНИИ «Научприбор». Работал барменом и руководителем дискотеки.
В годы Перестройки создал кооператив «Северная Пальмира» (видеозалы эротического кино) и кооператив МП «Ромос» (прокат зарубежной видеопродукции и проведение ссудно-заёмных операций.) В 1994 году Прянишников как руководитель кооператива привлекался к уголовной ответственности за получение от граждан наличных денежных средств в рублях и иностранной валюте под проценты без обладания необходимой лицензией Центрального банка на осуществление банковской деятельности.
Также в середине 1990-х годов Прянишников был заместителем директора Ленинградского областного киновидеопредприятия и создал Ассоциацию управления авторскими и смежными правами.

### Порнодеятельность и проблемы с законом
C 1997 года создатель и владелец SP Company SPb по производству откровенной эротики, фактически — порнофильмов («фильмов для взрослых») Фонтанка.ру со ссылкой на Спарк-Интерфакс отмечает, что ООО «СП-Компания-СПб» была зарегистрирована в ноябре 2002 года. Единственный учредитель компании — сын Прянишникова — Никита. В свою очередь, в мае 2010 года «СП-Компания-СПб» стала соучредителем (20 %) ООО «Секс Видео», а второй соучредитель (80 %) — Сергей Прянишников.
В феврале 1999 года Прянишников обратился в администрацию Приморского района Санкт-Петербурга с заявлением, в котором просил дополнить его свидетельство частного предпринимателя таким видом деятельности, как «изготовление и реализация предметов и фильмов порнографического характера». После отказа администрации Прянишников подал иск в арбитражный суд, который в двух инстанциях отказался удовлетворить требования истца.
11 июля 2000 года Сергей Прянишников был арестован по обвинению в незаконном изготовлении, тиражировании и распространении предметов порнографического характера, а также ведении коммерческой деятельности без лицензии. 4 сентября того же года он был освобождён из следственного изолятора «Кресты» под крупный залог с мотивировкой «плохое состояние здоровья» 3 октября 2001 года во время заседания в Красногвардейском суде Санкт-Петербурга Прянишников вместо ходатайства начал рассказывать судьям о различиях между «законной» и «незаконной» порнографией. Прокуратура отказалась от предъявлений обвинений в распространении порнографии в связи с истечением срока давности. После освобождения поставил производство порнографии на поток, продюсируя съёмки десятков порнофильмов в России с русскими порноактёрами и порноактрисами (многие из них являлись пародиями на известные фильмы и телешоу, такие как Фабрика звёзд, Моя семья), а также распространяя подобные фильмы западного производства (Private Media Group), таких известных порнорежиссёров, как Рокко Сиффреди, Пьер Вудман, Джо Д'Амато и т. п., в Санкт-Петербурге через сети секс-шопов и магазинов «фильмов для взрослых» в самых людных местах города (Апраксин двор), и по всей России (в удалённые регионы при помощи почты). Экспертом этих фильмов выступал известные сексологи Лев Щеглов и Сергей Агарков. В 2000 году фильме «Лука Мудищев» SP Company SPb в роли рассказчика снялся известный российский шоумен Роман Трахтенберг и 17-летняя порноактриса Екатерина Морозова.
В феврале 2003 года Фонтанка.ру отмечает, что Агентство журналистских расследований выяснило, что высказывания Прянишникова («я договорился с руководством Мариинки о съёмках на её подмостках гей-порно „Любовники Апухтина“»), размещённые «Российской газете» в статье «Порноделец проиграл в суде» о том, что с администрацией Мариинского театра достигнута договорённость о съёмках на его подмостках порнофильма, не соответствуют действительности. Исполняющая обязанности пресс-атташе театра Оксана Токранова заявила, что о съёмках гей-порнофильма «Любовники Апухтина» на подмостках Мариинского театра никакой договорённости с руководством нет.
В июле 2006 года сотрудники из Департамента экономической безопасности МВД России по г. Москве совместно с сотрудниками Управления по борьбе с экономическими преступлениями и противодействия коррупции ГУ МВД России по г. Санкт-Петербургу в рамках уголовного дела, возбуждённого по статье 242 УК РФ (незаконное изготовление и распространение порнографических материалов), был произведён обыск в принадлежащей Прянишникову студии SP Company, в ходе которого были изъяты финансово-хозяйственная документация, около 40 тысяч DVD с готовой продукцией и несколько тысяч мастер-кассет. В сентябре 2006 года BBC Russian Прянишников заявил: «мероприятия по изъятию действительно проводились у нас пару месяцев назад», но, по его словам, «это ничем не закончилось, никаких обвинений предъявлено не было».
В январе 2013 года Прянишников в интервью газете «Известия» сообщил, что хочет покинуть порнобизнес и собирается открыть в Санкт-Петербурге медицинский центр сексологии и психотерапии под названием «Искусство любви», который, по его словам, будет заниматься просветительской деятельностью среди взрослых людей, а также выпуском образовательных фильмов и книг на тему секса.
13 марта 2013 года сотрудники Управления экономической безопасности и противодействия коррупции ГУ МВД России по Санкт-Петербургу при поддержке СОБРа в квартире Прянишникова в доме 24 по улице Кирочной обнаружили подпольное казино.

### Участие в выборах губернатора Санкт-Петербурга
В 2003 году Прянишников, собрав 40179 подписей, выдвинул свою кандидатуру на выборах губернатора Санкт-Петербурга, став двенадцатым претендентом на пост. Предвыборная кампания прошла с рядом скандалов: организация (с разрешения районной администрации) в дневное время на стрелке Васильевского острова съёмок эротического фильма; выставление у метрополитена пикетов с лозунгами «Голосуй и поимеешь!» и «Лучше пряник, чем кнут», сопровождавшееся раздачей листовок с проектом «Кодекса сексуального поведения» и агитационной газеты «Голая правда», в которой, наряду с предвыборными материалами, был напечатан сексуальный гороскоп всех зарегистрированных кандидатов в губернаторы Петербурга; посещение малого зала Мариинского дворца в день оглашения проверок подписных листов кандидатов в сопровождении невысокой девушки на огромных шпильках, в ошейнике и с плёткой в руках, и «двумя дородными полуодетыми девицами в чулках», находившимися в нетрезвом состоянии. В случае своей победы Прянишников обещал превратить Санкт-Петербург во второй Амстердам. В конечном итоге он снял свою кандидатуру.

### Участие в выборах в Государственную Думу
В 2003 году Прянишников принимал участие в выборах депутатов Государственной Думы по списку ЛДПР и набрал 1, 17 % в 210-м округе г. Санкт-Петербурга. По итогам выборов Прянишников получил приз от СМИ в номинации «Самый удачный дебют в политике».

### Участие в выборах в Законодательное Собрание Санкт-Петербурга
В 2004 году Прянишников был зарегистрирован как кандидат в депутаты по 4-му избирательному округу Законодательного собрания Санкт-Петербурга от политической партии ЛДПР, но не сумел набрать необходимое количество голосов.
В октябре 2011 года Арбитражный суд Петербурга и Ленинградской области отклонил исковое заявление представителей Санкт-Петербургской организации потребителей объектов интеллектуальной собственности (ПОИС) к социальной сети «ВКонтакте» с требованием запретить поиск и распространение порнороликов. Росбалт и Фонтанка.ру отмечают, что иск был подготовлен личным адвокатом Прянишникова, хотя в самой ПОИС сказали, что общественная организация действует исключительно из гражданских интересов и напрямую не связана с Прянишниковым.

## Избранная фильмография
- Секс по-русски (1999)
- Менты 1-3 (1999—2001)
- Бледовое побоище (2000)
- Лука Мудищев (2000)
- Фантазия извращенца (2001)
- Белые ночи 1-4 (2001)
- Школьница 1-5 (2001—2006)
- Совращение 1-3 (2002-2004)
- Вий (2002) — комедийная порнопародия на повесть Гоголя
- Мастер и Маргарита. Бал у Сатаны (2002) — комедийная порнопародия на повесть Булгакова
- Пётр I — Великий бабник (2002)
- Члены Партии (2002)
- Особенности межнациональных сношений (2002)
- Чапаев (2003)
- Лучшие школьницы (2003)
- Институт благородных девиц 1-2 (2004)
- Евгений Онегин (2004)
- Неуловимые мстители снова в бою (2004)
- Золушка (2004)
- Школьник (2004)
- Школьник 2 (2005)
- Фабрика звёзд (2006)
- Школа Казановы 1-4 (2006) — уроки эротического массажа
- Моя свинья (2006)
- Русские дебютантки (2008)
- Айболит (2009)
- Жестокие истории (2009)